# Diabrotica alegrensis
Diabrotica alegrensis es una especie de insecto coleóptero de la familia Chrysomelidae. Fue descrita en 1962 por Bechyne & Bechyne.